# 네이트 맥밀란

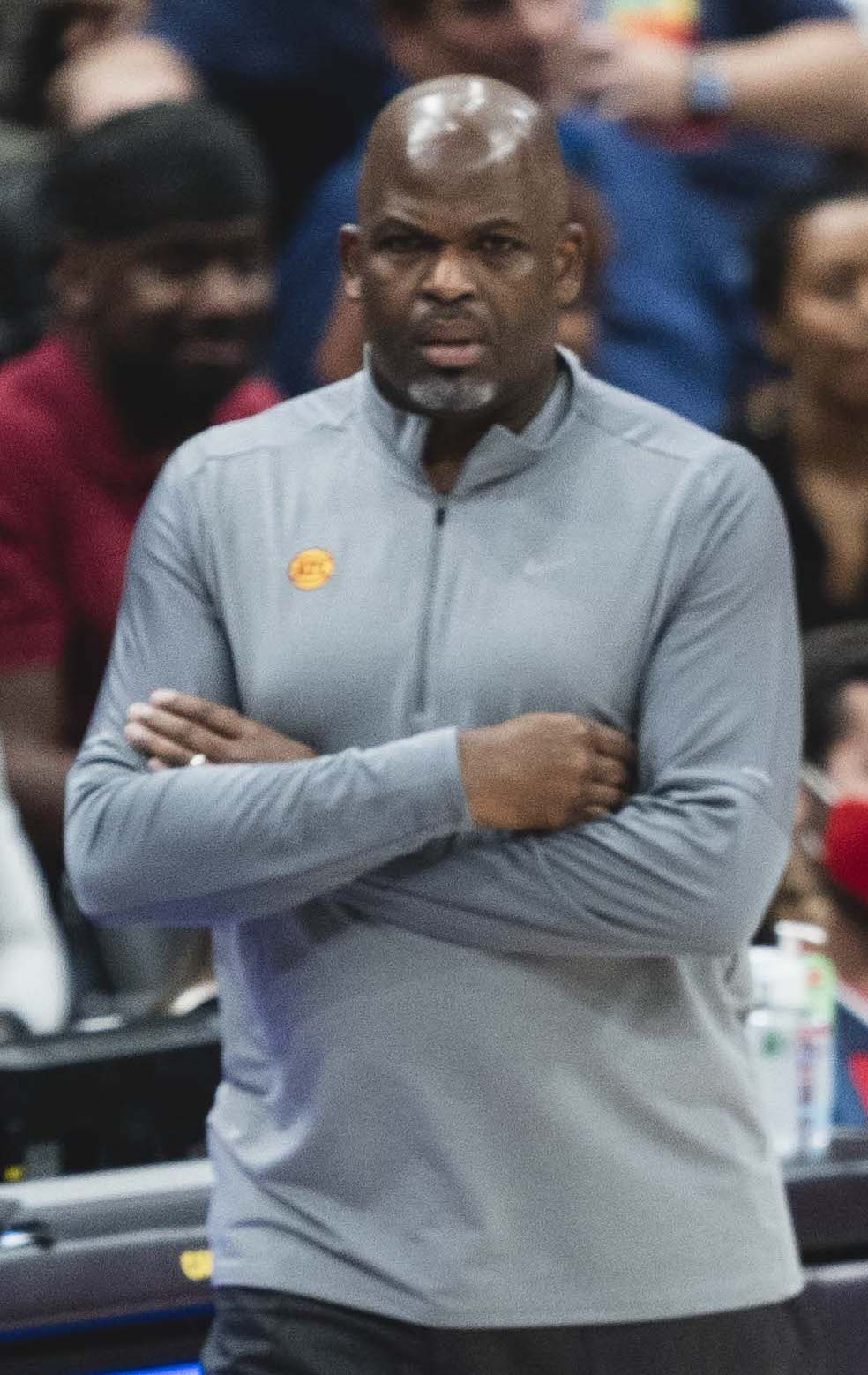

네이트 맥밀란(Nate McMillan, 본명: 나다니엘 맥밀란, Nathaniel McMillan, 1964년 8월 3일 ~ )은 미국 농구 코치이자 NBA(전미 농구 협회) 로스앤젤레스 레이커스의 보조 코치로 활동하고 있는 전 선수이다. 2000년부터 2005년까지 시애틀 슈퍼소닉스 (1967년), 2005년부터 2012년까지 포틀랜드 트레일 블레이저스, 2016년부터 2020년까지 인디애나 페이서스를 코치했다. 네이트는 2021년 애틀랜타 호크스의 어시스턴트 코치를 역임했고, 2021년부터 2023년까지 수석 코치를 맡았다. 12년 동안의 NBA 선수 경력 전체를 슈퍼소닉스에서 보냈고, 그 후 1년 반 동안 보조 코치로, 거의 5년 동안 수석 코치로 재직했다. 시애틀에서 선수이자 코치로 오랫동안 재직하면서 그는 미스터 소닉(Mr. Sonic)이라는 별명을 얻었다.

## 고등학교 및 대학 경력
맥말란은 노스 캐롤라이나의 농구 국가 중심부에서 자랐으며 롤리(Raleigh)의 윌리엄 G. 엔로에 고등학교에 다녔으며 그곳에서 주요 대학 스카우트들의 눈에 띄지 않았다. 노스캐롤라이나 주 머프리즈버러에 있는 초완 칼리지(당시 2년제 학교)에서 2년 동안 뛰었던 그는 노스캐롤라이나 주립대의 짐 발바노(Jim Valvano)에서 뛰기 위해 롤리로 돌아왔다. 맥밀란은 NC 스테이트를 1985년 애틀랜틱 코스트 콘퍼런스(Atlantic Coast Conference) 정규 시즌에서 공동 1위로 이끌었고, 1985년과 1986년 NCAA 챔피언십 토너먼트에서 엘리트 에이트(Elite Eight)로 이끌었다. 여기서 울프팩은 각각 세인트 존과 캔자스에 패했다. NC 스테이트에서 뛰는 동안 맥밀란은 스퍼드 웹, 로렌조 찰스, 코젤 맥퀸, 크리스 워시번, 비니 델 네그로, 찰스 샤클포드 및 처키 브라운과 같은 미래의 NBA 동료 선수들과 함께 뛰었다.